# Zawiszyce

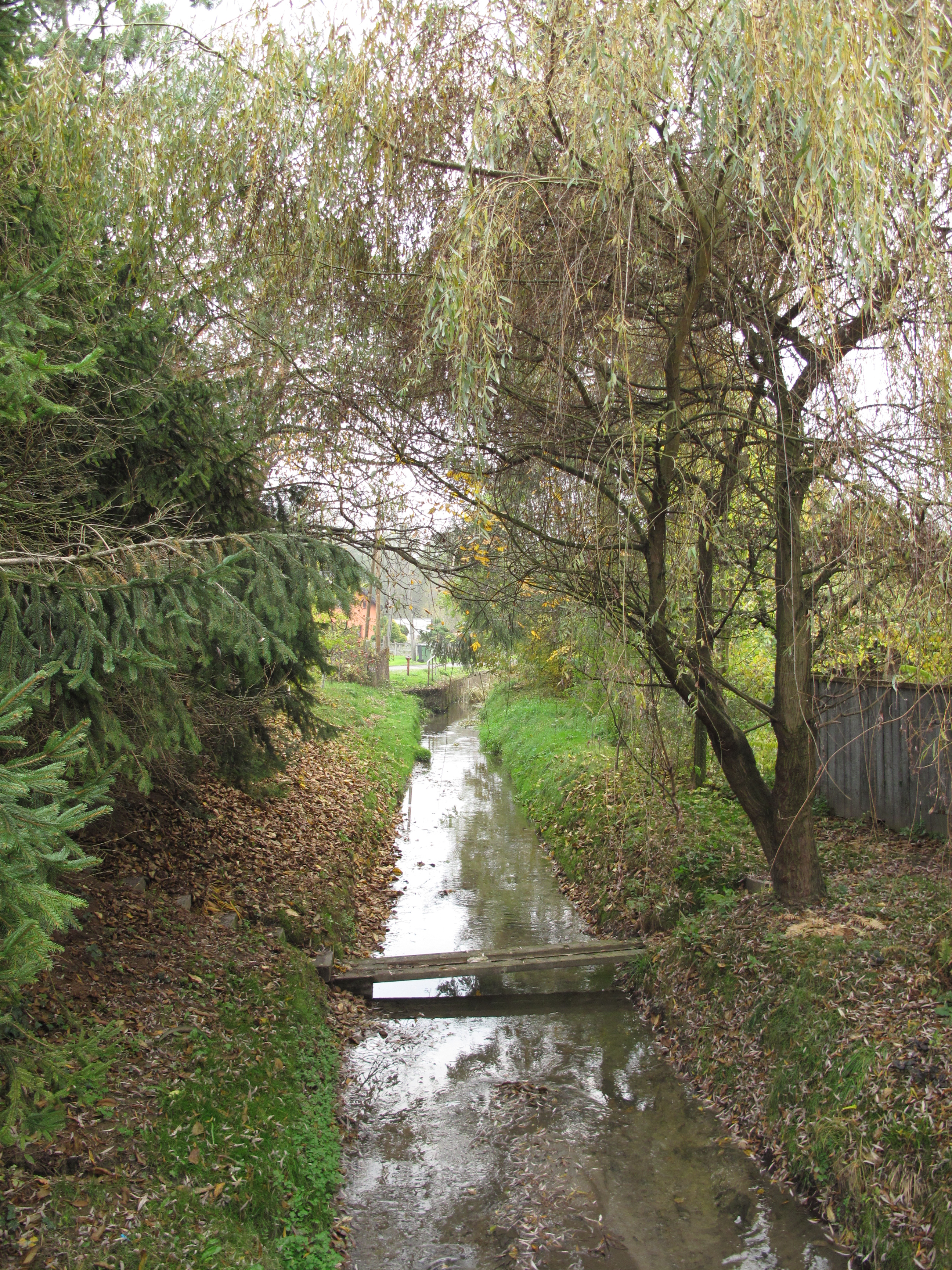
Die Stradunia in Zawiszyce

Zawiszyce (deutsch Sabschütz) ist ein Ort in der Stadt- und Landgemeinde Głubczyce (Leobshchütz) im Powiat Głubczycki der Woiwodschaft Opole in Polen.
Ortsteil von Zawiszyce ist Studzienica (Kaltenhausen).

## Geographie
Das Angerdorf Zawiszyce liegt acht Kilometer nördlich von Głubczyce (Leobschütz) und 57 Kilometer südlich von Opole (Oppeln) unmittelbar an der Landesgrenze zu Tschechien. Durch das Dorf fließt die Stradunia (Straduna), ein linker Zufluss der Oder.
Nachbarorte von Zawiszyce sind im Westen Głubczyce-Sady, im Nordwesten Królowe (Königsdorf) und im Nordosten Lisięcice (Leisnitz).

## Geschichte

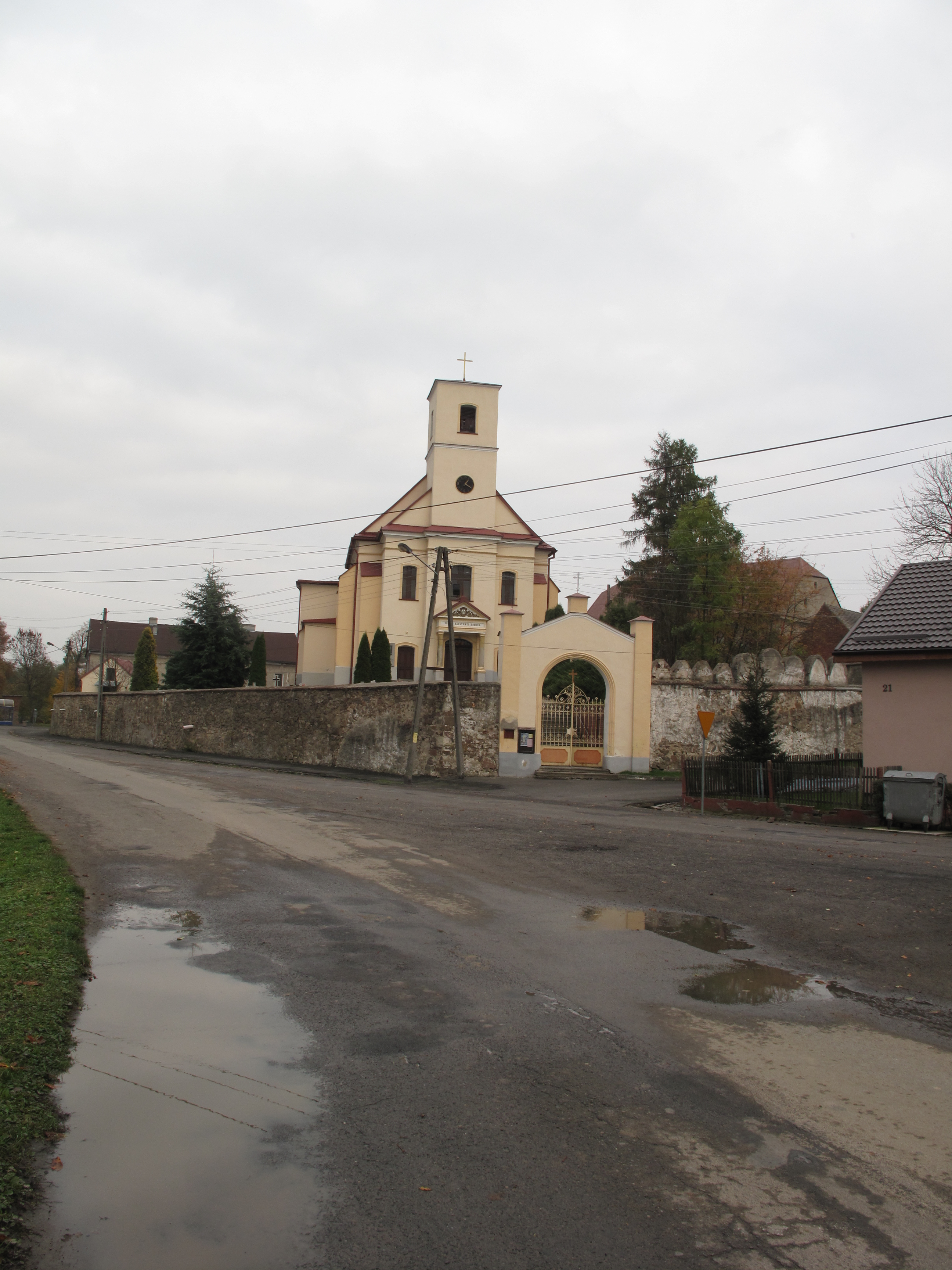
Maria-Magdalena-Kirche

„Zabschitz“ wurde 1283 erstmals urkundlich erwähnt. Der Ortsname leitet sich vom Personennamen Żabka ab (das Dorf des Żabka). 1296 ist es in der Schreibweise Zabzucz, 1372 und 1377 als Sabeschicz, 1411 als Zawischiez und 1434 als Zawisscze belegt.
Nach dem Ersten Schlesischen Krieg 1742 fiel Sabschütz mit dem größten Teil Schlesiens an Preußen.
Nach der Neugliederung der Provinz Schlesien gehörte die Landgemeinde Sabschütz ab 1816 zum Landkreis Leobschütz, mit dem sie bis 1945 verbunden blieb. 1845 bestanden im Dorf eine katholische Pfarrkirche, eine katholische Schule, eine Windmühle, drei Wassermühlen (Nieder-, Mittel-, und Obermühle) und 124 Häuser. Die Einwohnerzahl lag damals bei 703, allesamt katholisch. 1859 wurde ein neues Schulhaus errichtet. Für das Jahr 1861 sind belegt: 28 Bauernhöfe, drei Wassermühlen, eine Windmühle, ein Kretschmar, 30 Gärtner- und 45 Häuslerstellen. 1874 wurde der Amtsbezirk Leobschütz gebildet, dem die Landgemeinden Kittelwitz, Königsdorf, Sabschütz und Schlegenberg sowie die Gutsbezirke Kaltenhausen und Schlegenberg eingegliedert wurden. Erster Amtsvorsteher war der Anbauer Joseph Lorenz aus Sabschütz.
Bei der Volksabstimmung in Oberschlesien am 20. März 1921 stimmten in Sabschütz 782 Personen für einen Verbleib bei Deutschland und eine Person für Polen. Sabschütz verblieb wie der gesamte Stimmkreis Leobschütz beim Deutschen Reich. Für die im Ersten Weltkrieg 50 Gefallenen Soldaten aus Sabschütz wurde 1921 in der Ortsmitte ein Kriegerdenkmal errichtet. 1933 wurden 834 Einwohner gezählt, 1939 waren es 803. Am 8. März 1945 flüchtete die Bevölkerung um acht Uhr morgens vor der heranrückenden Roten Armee. Am Nachmittag wurde Sabschütz von sowjetischen Soldaten eingenommen. Durch einen Gegenangriff der Wehrmacht konnte Sabschütz am 18. März 1945 zurückerobert werden. Bis zum 21. März war Sabschütz stark umkämpft. Durch die Kampfhandlungen wurden zahlreiche Gebäude zerstört, darunter auch die örtliche Kirche. Der Kirchturm stürzte auf das Kirchendach und brachte das Gewölbe zum Einbruch.
Als Folge des Zweiten Weltkriegs fiel Sagschütz 1945 mit dem größten teil Schlesiens an Polen. Nachfolgend wurde es in Zawiszyce umbenannt und der Woiwodschaft Schlesien angeschlossen. Ein Teil der Sabschützer Bewohner kam zwischen Mai und Juni 1945 wieder in den Ort zurück. Im Juni 1946 wurde die deutsche Bevölkerung weitgehend vertrieben. Die neu angesiedelten Bewohner waren teilweise Zwangsumgesiedelte aus Ostpolen, das an die Sowjetunion gefallen war.
1950 wurde Zawiszyce der Woiwodschaft Opole zugeteilt. Seit gehört es zum Powiat Głubczycki.

## Sehenswürdigkeiten

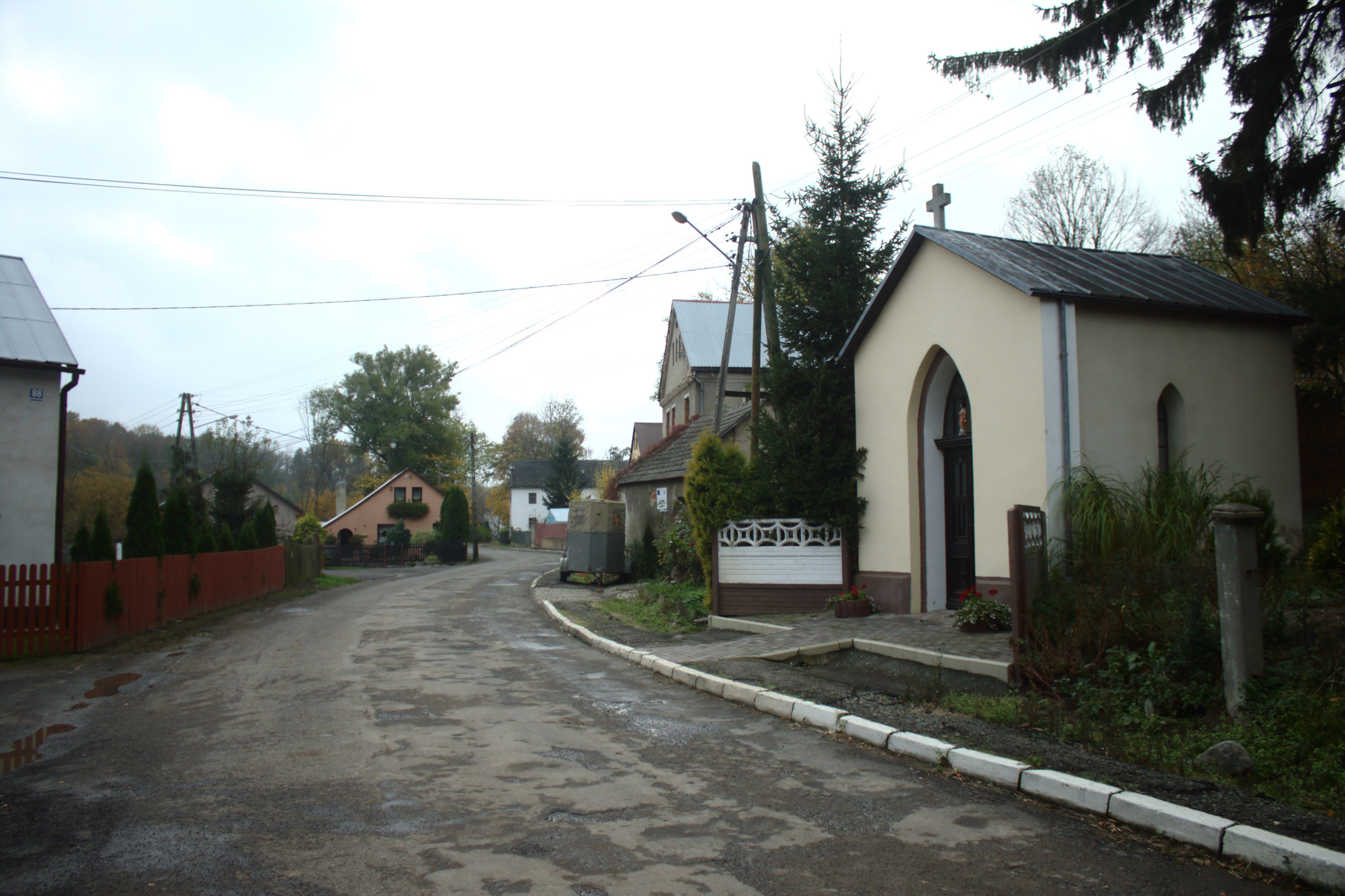
Dorfpartie mit Wegekapelle

- Die römisch-katholische Maria-Magdalena-Kirche (Kościół św. Marii Magdaleny) wurde zwischen 1803 und 1805 errichtet. Die Einrichtung stammt aus der zweiten Hälfte des 19. Jahrhunderts. 1937 wurde die Kirche saniert und erhielt eine Turmuhr. Im März 1945 wurde die Kirche teilweise zerstört. Der Kirchturm wurde dabei zerstört und nicht wieder aufgebaut.[7]
- Dorffriedhof mit erhaltenen deutschen Grabmälern
- Steinerne Wegekapelle
- Steinernes Wegekreuz

## Vereine
- Fußballverein LZS Sparta Zawiszyce

## Persönlichkeiten
- Manuel Könner (1885–1968), deutscher römisch-katholischer Bischof, Steyler Missionar und Prälat